# ガイウス・シリウス
ガイウス・シリウス（Gaius Silius、24年没)はローマの元老院議員。トイトブルグの敗戦後のゲルマン人相手に成功を納め、13年にルキウス・ムナティウス・プランクスとともにコンスルに就任。しかしその後親衛隊長官のルキウス・アエリウス・セイヤヌスによる陰謀に陥り、自死を命ぜられた。